# Kuyashi Namida Porori
Singles de Yūko Nakazawa
Shanghai no Kaze
(2000) Futari Gurashi
(2001)
 Kuyashi Namida Porori  (悔し涙　ぽろり) est le cinquième single en solo de Yūko Nakazawa, sorti en 2001. 

## Présentation
Le single sort le 15 février 2001 au Japon sous le label zetima, alors que Yūko Nakazawa fait encore partie du groupe Morning Musume en parallèle. Il est écrit et produit par Tsunku, Nakazawa cosignant les paroles de la chanson en "face B".
Il atteint la 13e place du classement de l'Oricon. Il se vend à 31 800 exemplaires la première semaine, et reste classé pendant sept semaines, pour un total de 72 930 exemplaires vendus ; il restera sa deuxième meilleure vente d'un disque, après celle de son premier single Karasu no Nyōbō. La chanson-titre figurera d'abord sur la compilation Together! -Tanpopo, Petit, Mini, Yūko- de 2001, puis sur le deuxième album solo de la chanteuse, Dai Nishō ~Tsuyogari~, qui ne sortira que trois ans en plus tard en 2004 ; elle figurera aussi sur sa compilation Legend de 2008.

## Liste des titres
1. Kuyashi Namida Porori (悔し涙　ぽろり?)
2. Koi no Kioku (恋の記憶?)
3. Kuyashi Namida Porori (Original Karaoke) (悔し涙　ぽろり (オリジナルカラオケ)?)